# (31500) Grutzik
1999 CK66 (asteroide 31500) é um asteroide da cintura principal. Possui uma excentricidade de 0.13687870 e uma inclinação de 3.86038º.
Este asteroide foi descoberto no dia 12 de fevereiro de 1999 por LINEAR em Socorro.